# Piotr Fomenko
Pour les articles homonymes, voir Fomenko.
Piotr Naoumovitch Fomenko (en russe : Пётр Нау́мович Фоме́нко), né le 13 juillet 1932 à Moscou et mort le 9 août 2012 dans la même ville, est un professeur de théâtre, metteur en scène, réalisateur et scénariste soviétique et russe. Il est considéré comme l'un des plus célèbres metteurs en scène de théâtre russe.
Auteur de plus de soixante mises en scène tant de pièces du répertoire classique russe que d'œuvres contemporaines d'auteurs soviétiques, il a également écrit et réalisé plusieurs films pour le cinéma ainsi que pour la Télévision centrale d'Union soviétique.

## Biographie
Piotr Fomenko nait à Moscou. Après les études à l'Institut Gnessine il poursuit sa formation à l'École-studio du Théâtre d'Art académique de Moscou. Il sera toutefois chassé de l'établissement pour mauvais comportement en 1953. Il intègre alors la faculté philologique de l'université pédagogique d'État de Moscou dont il sort diplômé en 1958. Il adapte plusieurs spectacles sur la scène du théâtre sur Malaïa Bronnaïa. Parallèlement il étudie en formation continue à l'Académie russe des arts du théâtre et obtient son diplôme en 1961. 
Plusieurs spectacles de Piotr Fomenko ne réussissent pas à passer la barrière de la censure. Tel sera le cas de La Mort de Tarelkine interdit après une cinquantaine de représentations au théâtre Maïakovski en 1966 et de la Nouvelle Mystère Bouffe au théâtre Lensoviet mise en scène en 1967, qui ne rencontre jamais son public.
N'ayant pas de travail à Moscou, il est allé à Tbilissi où il a travaillé pendant deux années au théâtre Griboïedov. De 1972 à 1981 il était directeur artistique de La Comédie de Léningrad qu'il a dû quitter après un conflit idéologique avec Grigori Romanov, premier secrétaire du Comité régional de Leningrad du Parti communiste. Après son retour à Moscou il a effectué une série de mises en scènes au Théâtre Maïakovski et, dès 1989, au Théâtre Vakhtangov. Il enseignait également à l'Académie russe des arts du théâtre dont il est devenu professeur titulaire en 1992 (en 2000 il était professeur invité au Conservatoire national supérieur d'art dramatique). Il a formé toute une pléiade de metteurs en scène (Sergueï Jénovatch, Ivan Popovski, Oleg Rybkine, Elena Névéjina, Vladimir Epifantsev, Mindaugas Karbauskis, Sergueï Puskepalis) et de comédiens (Igor Ougolnikov, Galina Tounina, Polina et Ksénia Koutepova, Madlène Djabraïlova, Polina Agoureïeva, Taguir Rakhimov, Andreï Kazakov, Kirill Pirogov, Ilia Lioubimov, Evgueni Tsyganov, Inga Oboldina), parfois surnommés « fomenki ».

## Œuvres

### Mises en scène

#### La Comédie de Léningrad
- 1972 : Cette vieille maison charmante, d'Alekseï Arbouzov
- 1973 : La guerre de Troie n'aura pas lieu, de Jean Giraudoux
- 1974 :  Old New Year, de Mikhaïl Rochtchine
- 1974 : L'Ironie du sort, d'Émile Braguinski et Eldar Riazanov
- 1975 : Le Misanthrope, de Molière
- 1978 : La Forêt, d'Alexandre Ostrovski
- 1978 : Le Passage, de Sergueï Mikhalkov, adaptation au théâtre de Le Crocodile de Fiodor Dostoïevski

#### Théâtre Maïakovskide Moscou
- 1966 : La Mort de Tarelkine, de Aleksandre Soukhovo-Kobyline
- 1985 : Les Fruits de la science, de Léon Tolstoï

#### Théâtre Vakhtangovde Moscou
- 1989 : L'Affaire, de Aleksandre Soukhovo-Kobyline
- 1991 : Infanticide, de Friedrich Gorenstein
- 1993 : Innocents coupables, de Alexandre Ostrovski
- 1996 : La Dame de pique, de Alexandre Pouchkine
- 1999 : Résurrection ou Le Miracle de saint Antoine, de Maurice Maeterlinck

#### Théâtre-atelier Piotr Fomenko de Moscou
- 1996 : Tania-Tania, d'Olga Moukhina
- 1996 : La Noce, d'Anton Tchekhov

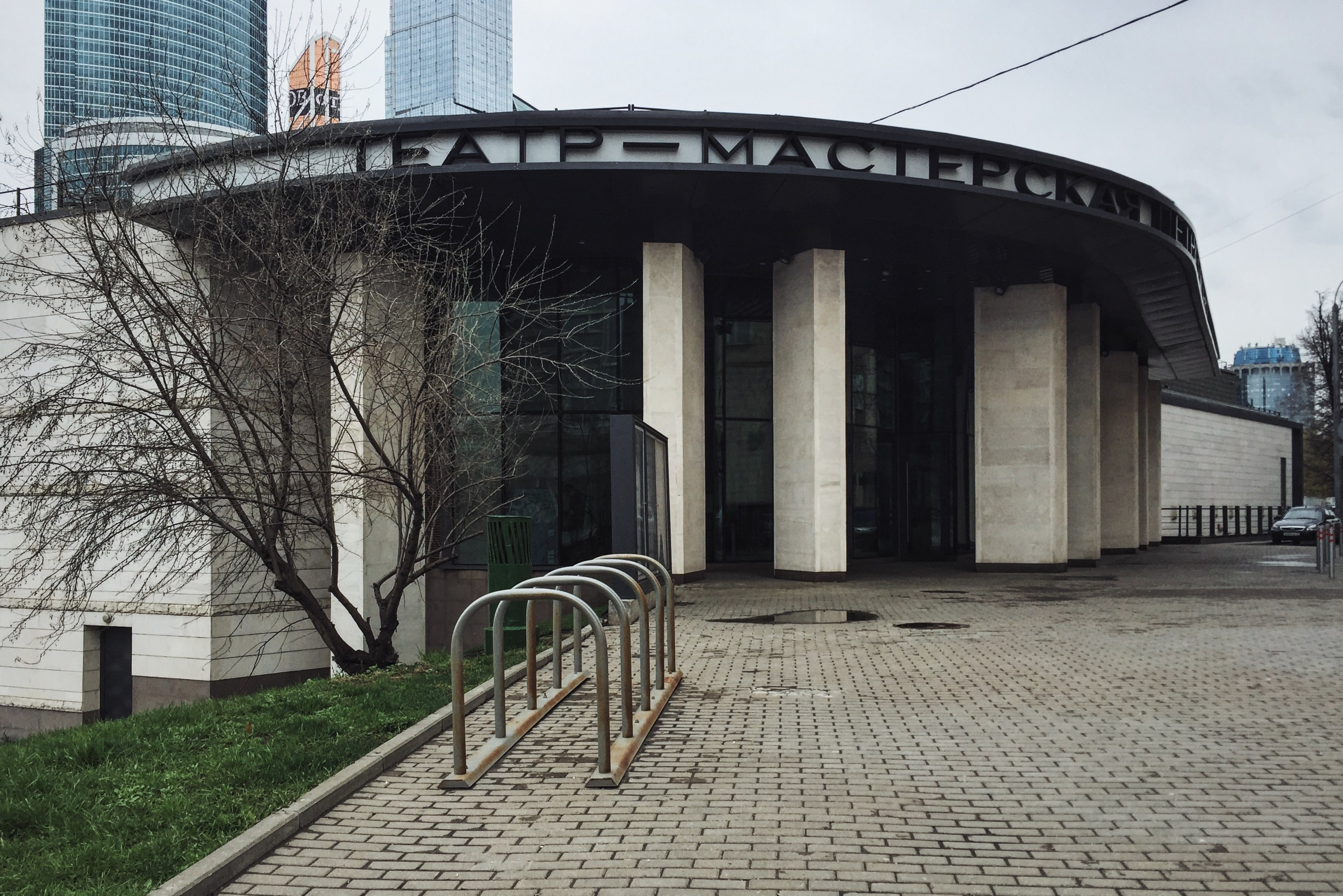
Théâtre-atelier Piotr Fomenko à Moscou

- 1998 : Tchitchikov. Les Âmes mortes. Tome 2, de Nicolas Gogol
- 2000 : Un village absolument heureux, de Boris Vakhtine
- 2000 : Le Bonheur conjugal, d'après Léon Tolstoï
- 2001 : La Folle de Chaillot, de Jean Giraudoux
- 2001 : Guerre et paix. Début du roman, d'après Léon Tolstoï
- 2001 : Les nuits égyptiennes, d'après Alexandre Pouchkine
- 2004 : Le Journal d'un fou, d'après Nicolas Gogol
- 2004 : Les Trois Sœurs, d'Anton Tchekhov
- 2006 : Pardonne-nous, Jean-Baptiste, d'après Le Bourgeois gentilhomme de Molière
- 2006 : Comme c'est dommage, d'après Diatriba de amor contra un hombre sentado de Gabriel García Márquez
- 2008 : La Fille sans dot, d'Alexandre Ostrovski
- 2008 : La conte de la forêt d'Ardennes, de Iouli Kim, d'après Comme il vous plaira de William Shakespeare
- 2009 : Triptyque, d'après Alexandre Pouchkine
- 2012 : Le Roman théâtral, d'après Mikhaïl Boulgakov

#### Théâtre Griboïedov deTbilissi
- 1970 : Sa propre île, de Raimond Kaugver
- 1971 : La route de fleurs, de Valentin Kataïev

#### Comédie FrançaisedeParis
- 2003 : La Forêt, d'Alexandre Ostrovski

#### Conservatoire national supérieur d'art dramatiquedeParis
- 2000 : La Dame de pique d'Alexandre Pouchkine
- 2000 : L'Invité de pierre d'Alexandre Pouchkine

#### Tournée à l'étranger
- 2002 : Guerre et paix. Début du roman[2] d'après Léon Tolstoi. Prix d’État de la Russie, 2002. Prix théâtral national « Le Masque d’or » dans les catégories meilleur spectacle, meilleure mise en scène, meilleur rôle féminin (Galina Tunina), 2002.

### Cinéma
- 1975 :  Pour le reste de la vie (ru) (russe : На всю оставшуюся жизнь) d'après les Compagnons de voyage de Vera Panova
- 1977 :  Une histoire presque drôle (ru) (russe : Почти смешная история), d'après le scénario d'Émile Braguinski
- 1986 :  Un voyage en vieille automobile (ru) (russe : Поездки на старом автомобиле), d'après le scénario d'Émile Braguinski

### Télévision
- 1966 : Nouvelles de Dorothy Parker
- 1967 : Récits de Nasr Eddin Hodja
- 1969 : La Dame de pique d'Alexandre Pouchkine
- 1969 : Mikhaïl Koltsov
- 1971 : Le Bonheur conjugal de Léon Tolstoï
- 1973 : Enfance. Adolescence. Jeunesse de Léon Tolstoï
- 1981 : Lioubov Iarovaïa
- 1981 : Récits de Belkine. Le Coup de pistolet d'Alexandre Pouchkine
- 1983 : La chère vieille maison
- 1984 : La Tempête de neige d'Alexandre Pouchkine
- 1987 : La Dame de pique d'Alexandre Pouchkine
- 1990 : Le Marchand de cercueils d'Alexandre Pouchkine
- 2001 : Tania-Tania
- 2003 : Un village absolument heureux
- 2004 : Loups et Brebis d'Alexandre Ostrovski

## Récompenses
- 1979 : Personnalité de culture émérite de Pologne
- 1987 : Artiste émérite de la République socialiste fédérative soviétique de Russie
- 1993 : Artiste du peuple de la fédération de Russie
- 1993 : Turandot de cristal
- 1993 : Prix Stanislavski
- 1994 : Prix d'État de la fédération de Russie
- 1995 : Masque d'or
- 1996 : Ordre du Mérite pour la Patrie, IVe classe
- 1996 : Prix Stanislavski
- 1997 : Prix d'État de la fédération de Russie
- 2000 : Prix Stanislavski
- 2001 : Prix d'État de la fédération de Russie
- 2001 : Prix Triomphe
- 2002 : Masque d'or
- 2002 : Prix Tchaïka
- 2003 : Ordre du Mérite pour la Patrie, IIIe classe
- 2003 : Prix du Président de la fédération de Russie dans le domaine d'art et de culture
- 2005 : Ordre des Arts et des Lettres, commandeur (France)
- 2006 : Masque d'or
- 2007 : Ordre du Mérite pour la Patrie, IIe classe